# Veľké Raškovce
Veľké Raškovce est un village de Slovaquie situé dans la région de Košice.

## Histoire
Première mention écrite du village en 1332.
La localité fut annexée par la Hongrie après le premier arbitrage de Vienne le 2 novembre 1938. En 1938, on comptait 415 habitants dont 8 d'origines juives. Elle faisait partie du district de Veľké Kapušany (hongrois : Nagykaposi járás). Le nom de la localité avant la Seconde Guerre mondiale était Veľké Raškovce/Nagy-Ráska. Durant la période 1938 - 1945, le nom hongrois Nagyráska était d'usage. À la libération, la commune a été réintégrée dans la Tchécoslovaquie reconstituée.

## Démographie

### Évolution de la population
| Année:               | 1994. | 2004.    | 2014.    | 2024.   |
| -------------------- | ----- | -------- | -------- | ------- |
| Nombre de personnes: | 316   | 350      | 311      | 305     |
| Différence:          |       | +10,75 % | -11,14 % | -1,92 % |

| Année:               | 2023. | 2024.   |
| -------------------- | ----- | ------- |
| Nombre de personnes: | 298   | 305     |
| Différence:          |       | +2,34 % |

## Politique
| Nom          | Parti politique | Date de l'élection | Fin du mandat |
| ------------ | --------------- | ------------------ | ------------- |
| Elemér Jakab | SMK-MKP         | 02.12.2006         | Déc. 2010     |